# Madge Bellamy
Pour les articles homonymes, voir Bellamy.
Madge Bellamy est une actrice américaine du cinéma muet, née le 30 juin 1899 à Hillsboro, au Texas, morte le 24 janvier 1990 à Upland, en Californie. L'essentiel de sa carrière se déroule pendant la période du muet, puis Madge Bellamy tourne encore une dizaine de films au parlant, sans retrouver réellement sa place. Elle finit sa carrière dans les années 1930 et après un ultime retour en 1945, elle se retire du cinéma.

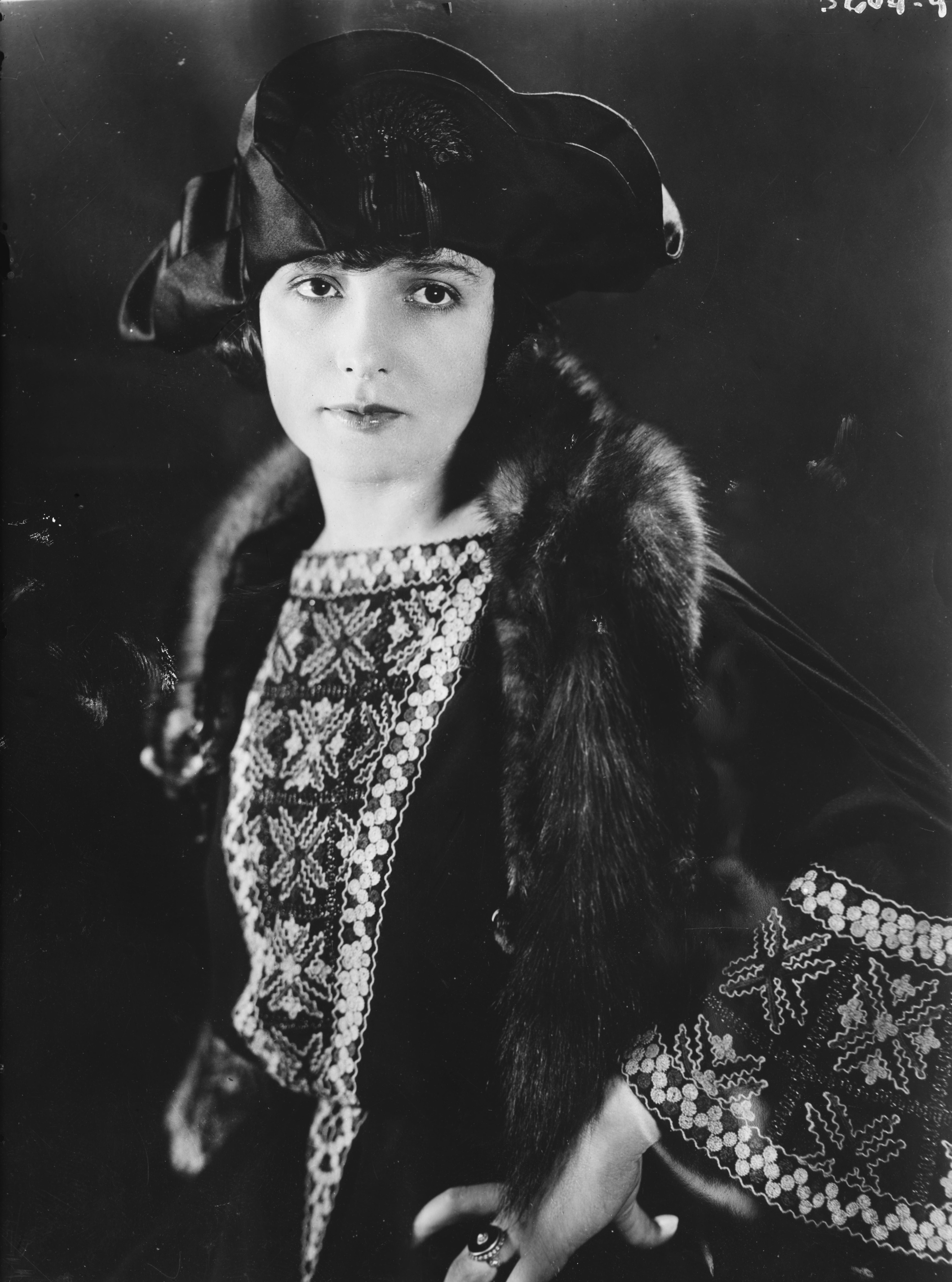

## Biographie

### Ses débuts
Madge Bellamy est née en 1899 à Hillsboro, au Texas, sous le nom de Margaret Derden Philpott, de William Bledsoe Philpott (né en 1864), un professeur d’anglais, et de Annie Margaret Derden (1880-1960). La famille était d’origine anglaise et irlandaise. Son père était sorti diplômé de la Texas A&M University en 1884. En dehors de l’anglais, il enseignait l’histoire et les langues, et publia également plusieurs ouvrages scolaires. Les parents de Madge s’étaient mariés le 22 juin 1898 à Hilsboro.
Madge Bellamy fut élevée à San Antonio, Texas, jusqu’à l’âge de six ans, puis la famille s’installa à Brownwood, Texas, où son père enseignait au collège local. Quand elle eut dix ans, les Philpott emménagèrent à Denver, dans le Colorado. Madge s’intéresse au métier d’acteur dès son plus jeune âge, et bientôt, elle apparaît dans plusieurs pièces de théâtre.
Partie pour New York à dix-sept ans, elle travaille rapidement comme actrice et danseuse à Broadway. En 1918, elle obtient le premier rôle dans Pollyanna, d’abord à Broadway, puis en tournée. Toujours à Broadway, elle joue dans Dear Brutus, Dream Girl et Peg O’My Heart. En novembre 1920, elle signe un contrat en exclusivité pour la Compagnie des Films du Triangle, nouvellement créée par Thomas H. Ince, et apparaît dans Passing Thru, qui sort dans le courant de l’année 1921.

### Carrière
Après quatre ans passés sous contrat avec Famous Players, son contrat fut repris par la Fox Film Corporation.
Parmi ses meilleurs films passés à la postérité, se trouvent Love Never Dies (1921), Lorna Doone (1922), et Le Cheval de fer (The Iron Horse) (1924). Bellamy réussit sa transition au parlant en 1928, avec le succès de Mother Knows Best, mais à la suite d'une querelle avec la Fox en 1929, elle quitta les studios, et ne retrouva un rôle qu’en 1932, lorsqu’elle commença à apparaître dans les films de série B. Elle est sans doute mieux connue pour le film White Zombie, dans lequel elle a pour partenaire Bela Lugosi. Son unique mariage, en 1928 avec Logan Metcalf, fut bref, elle n’eut pas d’enfant.

### Scandale et déclin
À San Francisco, en 1943, Bellamy fut accusée d’agression par arme à feu sur son amant fortuné, Stanwood Murphy. L’événement eut un grand retentissement et mis un terme à une carrière déjà sur le déclin. Les faits dans cette affaire sont restés obscurs. Peu après avoir tiré sur lui, Bellamy aurait dit : « Je ne l’ai que blessé, ce qui était mon intention. Croyez-moi, je suis excellent tireur ». Certaines célébrités du show business affirmèrent sans hésitation qu’elle avait tiré sur lui. Mais son célèbre avocat, Jake Ehrlich, soutint que l’actrice n’avait jamais atteint Murphy, malgré plusieurs coups tirés à bout portant, et Ehrlich avança cela comme la preuve que Bellamy avait simplement eu l’intention d’effrayer son amant.
Bellamy reconnut avoir eu une liaison avec Murphy qui était marié, un aveu scandaleux pour l’époque. Mais l’avocat Ehrlich la qualifia de « femme lésée ». Il dit qu’elle avait toujours refusé tout don ou soutien de son riche amant, comptant sur la promesse de Murphy de l’épouser dès qu’il aurait divorcé. Quand Murphy épousa quelqu’un d’autre, rapporta Ehrlich, l’actrice humiliée voulut lui donner une leçon. Avec toutes les réclamations et demandes reconventionnelles, Murphy peu enclin à cette publicité cessa bientôt toute coopération avec les enquêteurs, et l’accusation portée contre Bellamy fut finalement abandonnée. Bellamy fit une dernière apparition au cinéma dans Northwest Trail en 1945.
Elle vécut dans la précarité pendant la majeure partie de sa vie postérieure au cinéma, travailla comme vendeuse dans un magasin d’outillage, et échoua dans sa tentative de devenir une romancière publiée. Dans les années 1980, cependant, elle vendit sa propriété pendant le boom immobilier en Californie, ce qui lui rapporta plus d’argent qu’elle n’en avait eu en tant qu’actrice. Madge Bellamy possède une étoile au 6517, Hollywood Boulevard.

### Décès
Madge Bellamy est morte d’un arrêt cardiaque à Upland, en Californie, à l’âge de 90 ans. Son autobiographie, A Darling in the Twenties, parut peu après sa mort.
Tombée dans l'oubli de son vivant depuis de nombreuses années, sa mort fut aussi éclipsée par la disparition de la grande star Ava Gardner, survenue le lendemain de celle de Madge Bellamy.

## Filmographie partielle
- 1921 : Blind Hearts de Rowland V. Lee
- 1921 : Le Pirate (The Cup of Life) de Rowland V. Lee
- 1921 : Love Never Dies de King Vidor
- 1922 : Lorna Doone de Maurice Tourneur
- 1923 : L'Âme de la bête (Soul of the Beast) de John Griffith Wray
- 1924 : Le Cheval de fer (The Iron Horse) de John Ford
- 1924: Plus de femmes ! (The White Sin) de William A. Seiter
- 1924 : Love and Glory de Rupert Julian
- 1924 : À travers la tempête (The Fire Patrol) de Hunt Stromberg
- 1924 : Love's Whirlpool de Bruce M. Mitchell
- 1924 : Secrets of the Night d'Herbert Blaché
- 1925 : Sa nièce de Paris (Lightnin') de John Ford : Millie
- 1925 : The Parasite de Louis Gasnier
- 1925 : Notre héros (Lazybones) de Frank Borzage
- 1925 : Destruction ! (Havoc) de Rowland V. Lee
- 1925 : Dansons ! (The Dancers) de Emmett J. Flynn
- 1925 : La Saltimbanque (Thunder Mountain) de Victor Schertzinger
- 1926 : The Dixie Merchant de Frank Borzage
- 1926 : Bertha, the Sewing Machine Girl d'Irving Cummings
- 1926 : Célibataires d'été (Summer Bachelors) de Allan Dwan
- 1927 : Very Confidential de James Tinling
- 1927 : Les Conquêtes de Norah (Ankles Preferred) de John G. Blystone
- 1927 : The Telephone Girl de Herbert Brenon
- 1928 : Grande Vedette (Mother Knows Best) de John G. Blystone
- 1932 : Les Morts-vivants (White Zombie) de Victor Halperin : Madeleine Short Parker
- 1933 : Gigolettes of Paris de Alphonse Martell
- 1934 : Charlie Chan in London de Eugene Forde : Becky Fothergill
- 1935 : Meurtre au Grand Hôtel (The Great Hotel Murder) de Eugene Forde : Tessie
- 1935 : Aux frais de la princesse (The Daring Young Man) de William A. Seiter : Sally
- 1936 : La Folle Héritière (Under Your Spell) d'Otto Preminger : Miss Stafford
- 1945 : Northwest Trail (en) de Derwin Abrahams (en) : Mme Yeager